# برايان هيغينز (صحفي رياضي)
برايان هيغينز (بالإنجليزية: Brian Higgins)‏ هو صحفي رياضي أمريكي، ولد في 6 فبراير 1982.